# Distretto di Tavşanlı
Il distretto di Tavşanlı (in turco Tavşanlı ilçesi) è uno dei distretti della provincia di Kütahya, in Turchia.
| Controllo di autorità | VIAF (EN) 132517083 · LCCN (EN) n80013955 · J9U (EN, HE) 987007559639205171 |